# 173649 Jeffreymoore
173649 Jeffreymoore è un asteroide della fascia principale. Scoperto nel 2001, presenta un'orbita caratterizzata da un semiasse maggiore pari a 2,5674218 au e da un'eccentricità di 0,1656049, inclinata di 3,65314° rispetto all'eclittica.